# Leucoma riguata
Leucoma riguata is een vlinder uit de familie spinneruilen (Erebidae), onderfamilie donsvlinders (Lymantriinae). De wetenschappelijke naam van deze soort is voor het eerst geldig gepubliceerd in 1895 door Snellen.
De soort komt voor in tropisch Afrika.